# Maison de Toucy
La maison de Toucy est une famille noble du Moyen Âge dont le fief principal est Toucy à l'ouest d'Auxerre, dans l'Yonne actuelle et dans le duché de Bourgogne d'alors. Elle inclut deux régents de l'empire latin de Constantinople dont l'un est également amiral du royaume de Sicile, plusieurs évêques et autres personnages notables, et est alliée à la Maison de France, aux comtes de Bar qui amènent une alliance avec la Maison d'Angleterre.

## Origine
La baronnie de Toucy est créée au début du XIe siècle par Hugues comte de Chalon et  évêque d'Auxerre, qui inféode une partie des terres qu'il contrôle, la donnant en fief à Ithier de Narbonne. La baronnie correspond à cette époque à la Puisaye, c'est-à-dire le territoire au sud de l'Ouanne et au nord du Loing.
Ithier est issu d'une branche des seigneurs de Narbonne, d'où le patronyme des premiers seigneurs de Toucy - comme Girard de Narbonne, père de Guillaume de Toucy évêque d'Auxerre (1167–1181),. Noter que la maison de Narbonne est présente en Bourgogne dès le mariage de la fille de Raculf, vicomte de Mâcon vers 890, avec Aubry de Narbonne († 945) qui devient comte de Mâcon.

## Personnalités
- Constance de Toucy († ~20 nov, année inconnue), épouse vers 1200 Robert de Courtenay († 5 oct. 1239, Palestine), fils de Pierre de France seigneur de Courtenay et de sa femme Elisabeth de Courtenay[M 3].
- Ithier IV, seigneur de Toucy et de Bazarnes[M 4], épouse en 1206 Beatrix de Rion dame de Gergy, veuve de Alexandre de Bourgogne (~1172/78-6 septembre 1205) seigneur de Montagu et de Chagny et fils de Hugues III duc de Bourgogne & de sa première femme Alix de Lorraine[M 5]. Il est inclus dans la liste des grands vassaux (Feoda Campanie) datée de ~1204/1210[M 4].
- Thibaut II comte de Bar (~1221-1291) prend pour deuxième femme Jeanne de Toucy (~1232/1240- † 1317), dame de Toucy, de Saint-Fargeau et de Puisaye, fille de Jean seigneur de Toucy, de Saint-Fargeau et de Puisaye et de sa femme Emma de Laval. Leur fils Henri III comte de Bar épouse (1291, église Saint-Matthieu à Bristol) Aliénor d'Angleterre (1269-1298, enterrée à l'abbaye de Westminster), veuve de Alfonse III "el Liberal" roi d'Aragon, fille de Édouard Ier roi d'Angleterre et de sa première femme l'infante Leonore de Castille[M 6]. La maison de Bar garde Toucy pendant 195 ans[3].
- Narjot III de Toucy épouse Branaina, une petite-fille de la Maison de France par Agnès de France[M 7].

## Filiation
- Ithier Ier de Toucy ou Ithier Ier de Narbonne (†? 1060), père inconnu. Premier seigneur laïc de Toucy connu[M 1],[4].
  - Ithier II de Toucy († ~1100), seigneur de Toucy, probablement mort à Jérusalem[M 1].
  - Hugues de Toucy († apr. ~1100), seigneur de Toucy dont il hérite à la mort de son frère Itier[M 1].
  - Humbald, cité comme "Humbald enfans" dans une charte de 1086 avec Itier et Hugues de Toucy[M 1].
  - Narjot Ier de Toucy († av. 1110) ("Norgaudus", "Nariotus"), seigneur de Toucy dont il hérite à la mort de son frère Hugues. Probablement mort à Jérusalem[M 1]. 
 X Ermengarde († apr. 1134).
    - Beatrix de Toucy. 
 X Hugues Manceau de Cosne[M 8].
    - Ithier III de Toucy († 1147), succède à son père comme seigneur de Toucy[M 8].
      - Narjot II de Toucy († 1192), succède à son père comme seigneur de Toucy[M 4],[M 8],[n 1].
        - Ithier IV de Toucy († 1218), seigneur de Toucy et de Bazarnes, mort en croisade au siège de Damiette. Il est inclus dans la liste des grands vassaux (Feoda Campanie) datée de ~1204/1210[M 9]. 
 X (~1206) Beatrix de Rion ou Berthe (Bertae[5],[n 2]) dame de Gergy[M 4], veuve de Alexandre de Bourgogne (~1172/1178-6 sept. 1205) seigneur de Montagu et de Chagny et fils de Hugues III duc de Bourgogne & de sa première femme Alix de Lorraine[M 5].
          - Jean de Toucy, seigneur de Toucy, de Saint-Fargeau et de Puisaye. Mort en croisade[M 10]. 
 X (1231) Emma de Laval (~1197/1198-27 avril 1264), dame de Laval et comtesse d'Alençon, veuve de Robert III comte d'Alençon puis du connétable de France Mathieu II "le Grand" seigneur de Montmorency, fille de Guy V seigneur de Laval et de sa femme Avise (Haoys) de Craon. Emma de Laval est enterrée à Clermont[M 10].
            - Jeanne de Toucy (~1232/1240-février ou 7 juillet 1317)[M 10]. 
 X Thibaut II comte de Bar (~1221-Oct 1291), fils d'Henri II comte de Bar et de sa femme Philippa de Dreux (Capet) dame de Torcy-en-Brie[M 10]. D'où continuité des comtes de Bar.

        - Jean de Toucy († 1180/1212 ?)[M 4].
        - Anseric de Toucy († 1242), seigneur de Bazarnes, seigneur de Huban par sa première femme, seigneur de Pierre-Perthuis (1220) par sa seconde femme, vicomte d'Auxerre (1201). D'où postérité des seigneurs de Bazarnes[M 4]. 
 X 1) (prénom ?) de Huban[M 4]. 
 X 2) (~1220) Guillemette de Pierre-Perthuis († apr. 1264), fille et héritière de Guy seigneur de Pierre-Perthuis et de sa femme Agnès. Guillemette épouse en secondes noces en 1248 Thibaut de Plancy († 1250) seigneur de Saint-Vinnemer[M 4].
        - Narjot III de Toucy († 1241), seigneur de Bazarnes, régent de l'empire latin de Constantinople (1228/1231 et 1238/1239)[M 7]. 
 X 1) « Branaina » († av. 1239), petite-fille de Louis VII, fille de Théodore Branas (noble byzantin) et d'Agnès de France[M 7] ; 
 X 2) (1240) fille de Jonas, khan des Coumans (sans descendance)[M 7].
          - (1) Philippe de Toucy († 1277), régent de l'empire de 1241 à 1245, amiral du royaume de Sicile en 1271. 
 X Portia de Roye, fille d'Othon de Roye et de sa femme[M 7].
            - Narjot IV de Toucy († ~8 août/16 sept. 1293), seigneur de Terza, capitaine-général de Durazzo, amiral du royaume de Sicile (1277), capitaine-général de Morée (1282)[M 11]. 
 X (~1278) Lucie d'Antioche († av. 29 juin 1299), comtesse de Tripoli (1287), fille de Bohémond VI prince d'Antioche et de sa femme Sibylle d'Arménie[M 11].
              - Philippe de Toucy († apr. 1300), seigneur de Terza (1293), succède à sa mère comme prince titulaire d'Antioche.
X (1299, dissout par bulle papale le 17 janvier 1300 car les époux sont trop jeunes) Éléonore de Sicile (1289-9 août 1341), fille de Charles II d'Anjou roi de Sicile (Anjou-Capet) et de sa femme Marie de Hongrie. Elle épouse en secondes noces à Messine en mai 1303 Frédéric II, roi de Sicile, fils de Pierre III roi d'Aragon et de Constance de Hohenstaufen. Morte et enterrée au monastère franciscain de Saint Nicolas l'Arène à Catane[M 11].

            - Othon (Oddone) de Toucy († apr. 1300), seigneur de Roye, héritier du patrimoine familial dans le royaume de Sicile, juge en Sicile[M 7].

          - (1) Anselin de Toucy († 1273)[M 7].
          - (1) NN de Toucy.
 X (1239) Guillaume II de Villehardouin, prince de Morée[M 7].
          - (1) Marguerite de Toucy († 1279).
X Léonard de Veroli, chancelier de la principauté d'Achaïe[M 7].

        - Mathilde de Toucy, abbesse de Saint-Julien d'Auxerre[M 4].

      - Guy de Toucy († ?)[M 8],[n 3].
      - Sara de Toucy (1167 ?).
 X Guibaud seigneur de Saint-Vérain († av. 1167)[M 8].
      - (une fille)
 X Renaud seigneur de Pougy[M 8].
      - Itier de Toucy († av. 1178), seigneur de Bazarne (1151 ?)[M 8].
      - Jean de Toucy († av. 1189) (1180 ?)[M 8].

    - Adeline de Toucy[M 8].
    - Étienne de Toucy († 1162), premier abbé de Reigny[M 8].
    - Hervé de Toucy. Moine à Pontigny (1120-1151)[n 4] puis Cartusien[M 8].
    - Eudes de Toucy († apr. 1134) ("Odo", "Odon")[M 8].
    - Garne de Toucy († av. 1178)[M 12]. 
 X Geoffroy [III] seigneur de Donzy[M 13].
    - (un enfant)[M 8].
      - Geoffroy, abbé de l'abbaye des Roches[M 8].
      - Jean, moine à Cluny[M 8].

  - Aganon de Narbonne ( 1060 ?)[M 1].

Voir aussi Guillaume de Toucy évêque d'Auxerre (1167–1181) ; et son frère Hugues de Toucy, préchantre de Sens puis archevêque de Sens (1142-~1168).

## Armoiries
Armoiries : de gueules, à trois pals de vair au chef d'argent chargé de quatre merlettes de gueules.[réf. nécessaire]